# Фестивален и конгресен център
Фестивалният и конгресен център (ФКЦ) е културен център във Варна. Служи като място за организиране на артистични прояви, фестивали, концерти, научни срещи, семинари и филмови прожекции.

## История
Фестивалният и конгресен център е открит на 16 юни 1986 г. Автор на сградата е арх. Косю Христов. Първоначално той е наречен „Фестивален комплекс Людмила Живкова“ и е филиал на Народния дворец на културата (НДК, след 1990 г. Национален дворец на културата), изграден в София по нейна инициатива през 1981 г. и също първоначално носител на нейното име.
Още от създаването си ФКЦ се налага като център на престижни събития в сферата на изкуството и културата. Освен артистични прояви и фестивали, там се организират научни срещи, семинари, различни фирми отбелязват своите годишни празници. През годините комплексът е лице на България в такива престижни международни конгресни организации като ICCA, EFCT, AIPC, както и в единствената паневропейска верига от киносалони „Европа синемас“ към Европейския съюз.
През 1993 г. ФКЦ – Варна става инициатор и организатор на Международния филмов фестивал „Любовта е лудост“ Архив на оригинала от 2021-11-05 в Wayback Machine., който тогава е единственият международен кинофестивал с конкурсна програма за игрални филми в страната. Фестивалът успява да се превърне във визитна картичка на българската култура в световен мащаб.
Едни от най-престижните събития, на които ФКЦ е съорганизатор, са Международният музикален фестивал „Варненско лято“, Международният театрален фестивал „Варненско лято“, Международният хоров конкурс „Проф. Г.Димитров“, органови концерти за Великден и Коледа /на концертния орган в зала 1 с 3 мануала, комбинация Setzer, 3890 тръби, 53-регистъра/; Фестивалът на българския игрален филм „Златната роза“, на кинофестивалите Мастер оф Арт, Синелибри, Киномания, София Филм Фест, Световният фестивал на анимационния филм.
От 1992 г. Фестивалният и конгресен център е на самостоятелна издръжка, а с решение на Министерски съвет от 2011 г. е апортиран в капитала на НДК-София.
Фестивалният и конгресен център /"Национален дворец на културата - Конгресен център София" ЕАД – клон Варна/ е изцяло на собствена стопанска сметка и не получава бюджетни субсидии, което налага прилагането на чисто пазарни механизми за генериране на приходи.
Фестивалният комплекс, каквото е първоначалното му наименование, е разположен непосредствено пред главния вход на Морската градина и на 100 метра от централния плаж, където потокът от хора винаги е голям. ФКЦ – Варна предлага 1000 m² изложбена площ, 8 многоцелеви зали с вместимост от 50 до 1000 души, оборудвани с най-модерна техника, която непрекъснато се обновява.
На територията на ФКЦ-Варна са разположени книжарница „Сиела“, ресторант, музикален клуб, Пощенски клон-1, паркинг и автомивка.

## Зали и помещения

### Зали
| Зала   | Капацитет        | Капацитет       | Сцена размери | Възможност за   | Възможност за | Възможност за | Възможност за | Възможност за | Възможност за | Възможност за |
| Зала   | при голяма сцена | при малка сцена | Сцена размери | пресконференции | конгреси      | кино          | театър        | концерти      | презентации   |               |
| ------ | ---------------- | --------------- | ------------- | --------------- | ------------- | ------------- | ------------- | ------------- | ------------- | ------------- |
| Зала 1 | 871              | 1011            | 20/14 20/8    | –               | +             | +             | +             | +             | +             |               |
| Зала 2 | 264              | –               | 12/5          | –               | +             | +             | +             | +             | +             |               |
| Зала 3 | 150              | –               | 30 m²         | +               | –             | –             | +             | +             | +             |               |
| Зала 4 | 150              | -               | –             | +               | +             | +             | –             | –             | +             |               |
| Зала 5 | 50               | -               | –             | +               | +             | +             | –             | –             | +             |               |
| Зала 6 | 50               | –               | –             | +               | +             | +             | –             | –             | +             |               |
| Зала 7 | 30               | -               | –             | +               | +             | –             | –             | –             | +             |               |
| Зала 8 | 30               | –               | –             | +               | +             | –             | –             | –             | +             |               |

### Фоайета
Площта на фоайетата е 2250 квадратни метра. Тези пространства са подходящи за най-разнообразни събития – изложби, пресконференции, коктейли и корпоративни партита, модни спектакли, базари. Поставени са екрани за показ на реклама, шоу програми или текущи прояви във ФКЦ.

### Други помещения
Книжарница СИЕЛА - Най-голямата книжарница в Североизточна България.

#### Ресторант „БМ Сити“
Разполага със 120 места на закрито и 180 места на открито.
Ретро клуб, танцово студио, Пощенски клон-1, паркинг, автомивка.

## Фестивали
Ежедневно на територията на Фестивалния и конгресен център – Варна е домакин на концерти, кинопрожекции, театрални постановки и други обществено значими събития, а също в него се провеждат няколко международни фестивала.

### Международен музикален фестивал „Варненско лято“
Международният музикален фестивал „Варненско лято“ е първият музикален фестивал в България и един от фестивалите с най-дългогодишна традиция в Европа.
Получил национален и международен престиж, днес фестивалът е представителен форум на българското и световното музикално творчество и изпълнителско изкуство в областта на класическата музика. Богатата програма е визитна картичка на Варна като център на международен културен туризъм. Има многожанров характер и включва опера, симфонични концерти, камерна и хорова музика, гранични жанрове, тематични цикли, Международна лятна академия.

### Международен театрален фестивал „Варненско лято“
Международният театрален фестивал „Варненско лято“ е най-мащабното международно театрално събитие в България. Той се организира всяка година между 1 и 10 юни във Варна в рамката на фестивалите на изкуствата „Варненско лято“. Негова главна цел е да представи основни тенденции в българската и международна сценична практика и да създаде пространство за междукултурен диалог, обмен и пазар.
Програмата е построена като мозайка от модули. „Селекционирани български спектакли“ следи театралните развития на българска сцена и извежда значимите и новаторски постижения през актуалния сезон. Международната програма представя водещи творци и тенденции в различни видове театър. Паралелната програма е отворена за разнообразни партньорски инициативи, дискусии, работни ателиета, теоретични конференции, лекции, представяне на книги, изложби и концерти.

### Международен майски хоров конкурс „Проф. Георги Димитров“
Фестивалът се организира на всеки 3 години и е член на Организационния комитет на Международния конкурс за „Голямата европейска награда за хорово пеене“, който се организира последователно в Арецо (Италия), Дебрецен (Унгария), Тур (Франция), Гориция (Италия), Варна (България) и Толоса (Испания).

### Фестивал на българския игрален филм „Златната роза“
Фестивалът „Златна роза“ е фестивал за нови български игрални филми и се провежда всяка година в края на септември/началото на октомври в гр. Варна.

### Международен филмов фестивал „Любовта е лудост“Архив на оригинала от2021-11-05 вWayback Machine.
„Любовта е лудост“ е международен филмов фестивал, който се организира в края на август. Той се радва на висок интерес от страна на международни филмови дейци. По време на неговата програма гостите могат да видят най-новите продукции на известни режисьори от целия свят. Бившият директор на Фестивалния комплекс Илия Раев и кинокритикът проф. Александър Грозев са създатели на фестивала.